# Sphaerosoma (zoologia)
Sphaerosoma Samouelle, 1819 è un genere di coleotteri della famiglia Alexiidae.

## Descrizione
Sphaerosoma è un genere di coleotteri micofagi. 
Di aspetto generale, le specie di questo genere sono alquanto simili a molte altre specie di piccoli micofagi.
Gli adulti hanno dimensione piccola (1,2-1,7 mm) e aspetto globoso. Il dorso è rivestito di peli corti e sottili. I caratteri distintivi che ne permettono la distinzione dai taxa correlati sono:
- le antenne sono composte da 10 segmenti, delle quali le 3 distali sono clavate,
- è presente la sutura fronto-clipeale,
- sul metaventrito sono presenti linee postcoxali fortemente curvate,
- il mesotarso presenta lobi ventrali solo sul terz'ultimo tarsomero, sebbene ancora chiaramente tetramero,
- i palpi mascellari e labiali in posizione apicale appaiono a forma di scure progressivamente sempre più accentuata,
- hanno 7 spiracoli addominali,
- le ali sono solitamente assenti,
- le cavità procoxali sono aperte internamente, mentre le cavità mesocoxali sono aperte lateralmente.

All'interno del genere, solo per due specie sono note le larve: Sphaerosoma aligiricum e S. piliferum. 
Le larve sono piccole, misurando meno di 2,5 mm, ed allungate. 
La superficie del dorso è granulata, con pigmentazione variabile; inoltre, sono presenti setae semplici abbastanza lunghe seppur rade.

## Distribuzione e habitat
Le specie del genere Sphaerosoma sono endemiche del Paleartico, dall'Europa meridionale fino all'Asia minore e e al Nord Africa. In Italia, sono state individuate 15 specie, delle quali 7 sono endemiche di areali ristretti.
Pur essendo scarsamente documentata la biologia di questo genere, è noto che frequentano le fruttificazioni più tenere dei funghi del genere Agaricus.
Lawrence ha individuato esemplari di questo genere in specie di Armillaria, Collybia, Hypholoma, Russula, Mycena, Panus, Pholiota, Schizophyllum e Tricholoma.

## Tassonomia
Il genere Sphaerosoma include le seguenti 53 specie:
- Sphaerosoma algiricum (Reitter, 1889)
- Sphaerosoma alutaceum (Reitter, 1883)
- Sphaerosoma antennarium Apfelbeck, 1909
- Sphaerosoma apuanum Reitter, 1909
- Sphaerosoma bicome Peyerimhoff, 1917
- Sphaerosoma bosnicum (Reitter, 1885)
- Sphaerosoma carniolicum Apfelbeck, 1915
- Sphaerosoma carpathicum (Reitter, 1883)
- Sphaerosoma circassicum (Reitter, 1888)
- Sphaerosoma clamboides (Reitter, 1888)
- Sphaerosoma compressum (Reitter, 1901)
- Sphaerosoma corcyreum (Reitter, 1883)
- Sphaerosoma csikii Apfelbeck, 1915
- Sphaerosoma diversepunctatum Roubal, 1932
- Sphaerosoma fiorii Ganglbauer, 1899
- Sphaerosoma globosum (Sturm, 1807)
- Sphaerosoma hemisphaericum Ganglbauer, 1899
- Sphaerosoma hispanicum Obenberger, 1917
- Sphaerosoma laevicolle (Reitter, 1883)
- Sphaerosoma latitarse Apfelbeck, 1915
- Sphaerosoma lederi (Reitter, 1888)
- Sphaerosoma leonhardi Apfelbeck, 1915
- Sphaerosoma libani Sahlberg, 1913
- Sphaerosoma maritimum (Reitter, 1904)
- Sphaerosoma merditanum Apfelbeck, 1915
- Sphaerosoma meridionale (Reitter, 1883)
- Sphaerosoma nevadense (Reitter, 1883)
- Sphaerosoma normandi Peyerimhoff, 1917
- Sphaerosoma obscuricorne Obenberger, 1917
- Sphaerosoma obsoletum (Reitter, 1883)
- Sphaerosoma paganetti Obenberger, 1913
- Sphaerosoma rotundatum Obenberger, 1913
- Sphaerosoma pilosellum (Reitter, 1877)
- Sphaerosoma pilosissimum (Frivaldszky, 1881)
- Sphaerosoma pilosum (Panzer, 1793)
- Sphaerosoma pubescens (Frivaldszky, 1881)
- Sphaerosoma punctatum (Reitter, 1878)
- Sphaerosoma puncticolle (Reitter, 1883)
- Sphaerosoma purkynei Obenberger, 1917
- Sphaerosoma quercus Samouelle, 1819
- Sphaerosoma rambouseki Apfelbeck, 1916
- Sphaerosoma reitteri (Ormay, 1888)
- Sphaerosoma scymnoides (Reitter, 1885)
- Sphaerosoma seidlitzi (Reitter, 1889)
- Sphaerosoma shardaghense Apfelbeck, 1915
- Sphaerosoma solarii Reitter, 1904
- Sphaerosoma sparsum Reitter, 1909
- Sphaerosoma sturanyi Apfelbeck, 1909
- Sphaerosoma subglabrum Peyerimhoff, 1917
- Sphaerosoma sublaeve (Reitter, 1883)
- Sphaerosoma tengitinum Peyerimhoff, 1917
- Sphaerosoma vallambrosae (Reitter, 1885)
- Sphaerosoma winneguthi Apfelbeck, 1915